# Альбани, Алессандро
Алесса́ндро Альба́ни (итал. Alessandro Albani; 15 октября 1692, Урбино, Папская область — 11 декабря 1779, Рим, Папская область) — итальянский политический и церковный деятель, кардинал-мирянин, меценат, археолог-любитель и выдающийся коллекционер произведений античного искусства. Кардинал-дьякон с 16 июля 1721, с титулярной диаконией Сант-Адриано-аль-Форо с 24 сентября 1721 по 23 сентября 1722. Кардинал-дьякон с титулярной диаконией Санта-Мария-ин-Козмедин с 23 сентября 1722 по 11 декабря 1779. Кардинал-дьякон с титулярной диаконией Сант-Агата-ин-Субурра с 7 августа 1741 по 11 марта 1743. Кардинал-дьякон с титулярной диаконией Санта-Мария-ад-Мартирес с 11 марта 1743 по 10 апреля 1747. Кардинал-дьякон с титулярной диаконией Санта-Мария-ин-Виа-Лата с 10 апреля 1747 по 11 декабря 1779. Кардинал-протодьякон с 16 января 1747 по 11 декабря 1779. Библиотекарь Святой Римской Церкви с 12 августа 1761 по 11 декабря 1779.

## Биография
Происходил из аристократической итальянской семьи, предки которой в XIV столетии переселились в Италию из Албании. В феврале 1721 года папа римский Иннокентий XIII посвящает Алессандро Альбани в сан кардинала Римско-католической церкви. Одновременно ему была отписана титулярная римская церковь Санта-Мария-ин-Козмедин. Примечательно, что до этого Алессандро вообще не был духовным лицом. Лишь после получения кардинальского титула он был благословлён в сане субдиакона. В 1741 году стал кардиналом-дьяконом римской церкви Сант-Агата-ин-Субурра, в то же время удержал за собой и свои прежние церковные титулы. В 1747 году ему перешла титульная церковь Санта-Мария-ин-Виа-Лата и сан кардинала-протодьякона.
Неоднократно участвовал в выборах претендентов на папский престол в Риме. Как кардинал заседал в следующих конклавах:
- 1724 года, когда был избран папа Бенедикт XIII
- 1730 года, когда был избран папа Климент XII
- 1740 года, когда был избран папа Бенедикт XIV
- 1758 года, когда был избран папа Климент XIII
- 1769 года, когда был избран папа Климент XIV
- 1774—1775 годов, когда был избран папа Пий VI.

Был страстным поклонником античного и классического искусства. Построил в Риме знаменитую виллу Альбани, в которой разместил свою коллекцию древнегреческих и римских произведений искусства. Художественным оформлением виллы Альбани занимались Антон Рафаэль Менгс и Иоганн Иоахим Винкельман.
Из семьи Альбани, кроме Алессандро, вышло немало высших лиц католической церкви. Среди них — римский папа Климент XI и кардиналы Джованни Франческо Альбани, Джузеппе Альбани, Аннибале Альбани и др.